# 中野ジロー
中野 ジロー（なかの ジロー、1960年（昭和35年）1月24日 - ）は、日本の作家、ライター、愛知県名古屋市出身、埼玉県所沢市在住。社会派漫画家・森哲郎の次男。

## 来歴
板橋区立常盤台小学校入学。後に、田無市立田無小学校、大田区立山王小学校と転校し、中野区立仲町小学校を卒業（小学3年生から）。中野区立第九中学校卒業。元創価学会男子部班長（牙城会会員）。
暴走族・関東連合中野ブラックエンペラー創立者初代リーダー。住吉会幸平一家系組員（旧池田会出身）として28年間所属し、後に除籍という形で正式に離脱。　
2005年から物書きの世界に入り、以後、「実話ドキュメント」「実話劇画マッドマックス」「実話時代」などの雑誌に連載を持ち、取材記事、漫画原作も多く手がける。「実話劇画ナックルズ」では取材記事も手がける。

## 著作
- 刑務所くらし（道出版、2005年、後に重版）
- 刑務所の奇人変人（道出版、2009年）
- 歌舞伎町チンピラのココロエ（第三書館、2010年）
- 裏社会 噂の真相（彩図社、2010年、後に文庫化）

## 連載
- 懲役ジローの全国セイハ（月刊実話時代）